# Rio (jogo eletrônico)
Rio é um jogo eletrônico desenvolvido pela THQ baseado no filme de mesmo nome, Rio. O jogo foi lançado em 12 de abril de 2011 para PlayStation 3, Wii, Xbox 360 e Nintendo DS.
As versões para PlayStation 3, Wii e Xbox 360 são muito parecidas entre si, já a versão para Nintendo DS apresenta algumas características próprias para o console. O jogo conta com 40 minigames e é muito similar a série Mario Party.